# SOR ICN 12
Der SOR ICN 12 ist ein Low-Entry-Überlandbus des tschechischen Herstellers SOR Libchavy. Das Modell wird seit 2021 gebaut. Es ist der direkte Nachfolger des SOR CN 12.

## Konstruktionsmerkmale

### ICN 12
Der ICN 12 hat zwei Türen und ist als Low-Entry-Überlandbus (LE Ü) ausgeführt. Er ist 11,89 m lang, womit er 10 cm länger ist als der CN 12. Er ist außerdem geringfügig breiter und höher als der CN 12. Der Bus ist bis zur zweiten Achse niederflurig; dahinter ist der Boden wegen des dort eingebauten Motors und Getriebes erhöht. Erstmals ist das Dach durchgängig auf einer Ebene.
Der Motor des ICN 12 ist ein von FPT Industrial hergestellter Iveco Tector NEF 6,7. Er erfüllt die Abgasnorm Euro VI, hat eine Leistung von 210 kW bzw. 286 PS sowie ein Drehmoment von 1000 Nm. Die Höchstgeschwindigkeit beträgt 100 km/h. Es ist der gleiche Motor wie beim Vorgänger, auch die Bremsen entsprechen dem Vorgängertyp. Es wird weiterhin der Typ SN6 von Knorr eingebaut. Neu ist, dass statt eines Voith-Getriebes ein ZF-Getriebe des Typs 6 (A)S 1010 BO oder Ecolife 6 AP 1020 B eingebaut wird.

### ICN 12.3
Der ICN 12.3 hat im Unterschied zum ICN 12 eine Länge von 12,43 statt 11,89 m, einen um  540 mm längeren Radstand, einen um 1400 mm größeren Wendekreis und 29–45 Sitzplätze bei einem Leergewicht von 9950 kg. Das zulässige Gesamtgewicht von 16.500 kg ist mit dem des ICN 12 gleich. Der ICN 12.3 wird ebenfalls seit 2021 produziert.

### ICNG 12/12.3
Wie auch beim CN 12 gibt es beide Varianten als Erdgasfahrzeuge (CNG – Compressed Natural Gas). Vom Aussehen unterscheiden sich die CNG-Varianten durch den Speicher, der ungefähr in der Mitte auf dem Busdach angebracht ist. Sie haben den Motor NEF 6.7 CNG.

## Einsätze
Aktuell existieren 44 ICN 12, 26 ICN 12.3 sowie 2 ICNG 12 (Stand September 2023). Sie teilen sich auf drei Länder auf:

### Tschechien
Obwohl die Fahrzeuge in Tschechien produziert werden, fahren in dem Land nicht die meisten Fahrzeuge vom Typ.
Die ICN 12 sind vereinzelt in fünf Regionen unterwegs. Die größte Flotte besitzt die ADOSA mit vier Fahrzeugen. In Tschechien sind zudem auch noch ein ICN 12.3 sowie die einzigen zwei ICNG 12 beheimatet.

### Deutschland

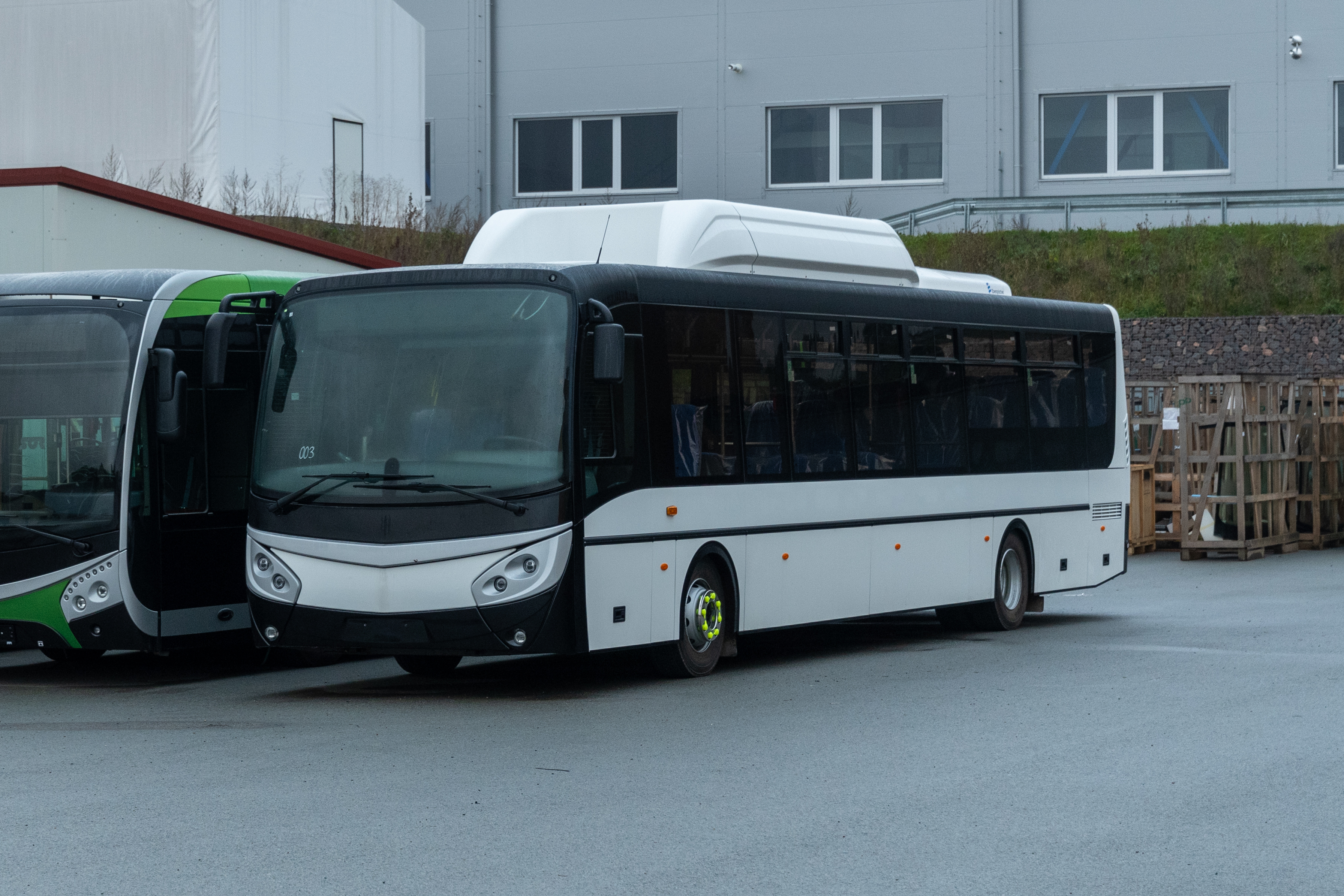
Ein ICNG 12, noch ohne Kennzeichen im Depot der SOR Libchavy

Das Unternehmen Vetter Verkehrsbetriebe, das zuvor auch fast einziger Käufer der CN 12 in Deutschland war, besitzt mit allen Tochtergesellschaften 21 ICN 12. Die meisten davon kommen im Stadtverkehr von Lutherstadt-Wittenberg zum Einsatz. Jeweils zwei ICN 12 setzen die Tochterunternehmen Omnibusbetrieb Saalekreis sowie Wolfgang Säger GmbH ein. Die Klötzer Verkehrsgesellschaft AG in Klötze besitzt weitere sieben Fahrzeuge. Drei weitere folgen im Laufe des Jahres 2024.

### Slowakei
In der Slowakei wurden 18 ICN 12.3 im Juni 2023 für den Betrieb in Michalovce an Arriva geliefert. Dazu bekam das Unternehmen weitere fünf für Dolný Kubín sowie zwei für Tvrdošín.